# Шон Махер
Шон Махер (англ. Sean Maher ; нар. 16 квітня 1975 (Плезантвілл, Нью-Йорк, США) — американський актор, найбільш відомий за роль доктора Саймона Тема в серіалі " Світлячок " та його кіно-продовженні " Міссія «Сереніті» ".

## Життєпис
Шон Маер народився 16 квітня 1975 року в Плезантвіллі, штат Нью-Йорк, США . Його батько володіє похоронним бюром, а мати — домогосподарка. Ходив у Byram Hills High School, а в 1997 році закінчив театральний факультет Нью-Йоркського університету зі ступенем бакалавра .

## Кар'єра
Шон став цікавитися акторською грою після виступу в п'єсі в літньому таборі . Після закінчення університету почав виступати на сцені у кількох постановках11[джерело?] . Але після отримання своєї першої ролі в 1999 в драматичному серіалі «Раян Колфілд: Рік перший» телеканалу FOX переїхав у Лос-Анджелес . Потім було кілька серіалів та телефільмів. Популярність та популярність прийшли у 2002 році після ролі у серіалі " Світлячок ". Потім він з'явився в серіалі " CSI: Місце злочину Маямі " та кіно-продовженні «Світлячка» — " Місії «Сереніті» ". А за наступні 5 років він знявся в таких популярних серіалах, як " Та, що говорить з привидами ", " До смерті красива ", " Менталіст ", " Жива мішень ", " Сховище 13 ".

## Особисте життя
У 2011 році Маер здійснив камінг-аут як гей . У 2016 році він одружився зі своїм партнером Полом . У них є двоє дітей — дочка Софія Роуз (нар. 2007р) і син Ліам Ксав'є .

## Фільмографія
| Рік       |    | Українська назва                                             | Оригінальна назва               | Роль                             |
| --------- | -- | ------------------------------------------------------------ | ------------------------------- | -------------------------------- |
| 1999      | с  |                                                              | Ryan Caulfield: Year One        | Раян Колфілд                     |
| 2000      | с  | Нас п’ятеро                                                  | Party of Five                   | Адам Меттьюз                     |
| 2000—2001 | с  | Вулиця                                                       | The $treet                      | Крис МакКоннелл                  |
| 2001      | тф |                                                              | HRT                             |                                  |
| 2001      | тф | Життя Браяна                                                 | Brian's Song                    | Браян Пікколо                    |
| 2002—2003 | с  | Світлячок                                                    | Firefly                         | доктор Саймон Тем                |
| 2003      | с  | C.S.I.: Місце злочину Маямі                                  | CSI: Miami                      | Карсон Маккі                     |
| 2004      | вг |                                                              | CSI: Miami                      | Карсон Маккі (озвучка)           |
| 2005      | тф |                                                              | Halley's Comet                  | Брет Фенноу                      |
| 2005      | тф | Стрибок з пірса Клозен                                       | The Dive From Clausen's Pier    | Кілроу                           |
| 2005      | ф  | Місія «Сереніті»                                             | Serenity                        | доктор Саймон Тэм                |
| 2005      | с  | Розмовляющя з привидами                                      | Ghost Whisperer                 | Конор Донован                    |
| 2005      | ф  |                                                              | Living 'til the End             | Джек Вілтон                      |
| 2006      | тф | Весільні війни                                               | Wedding Wars                    | Тэд Мур                          |
| 2009      | с  | До смерт красива                                             | Drop Dead Diva                  | Маркус Ньюсам                    |
| 2010      | с  | Менталіст                                                    | The Mentalist                   | Уілсон/Джаспер                   |
| 2010      | с  | Жива мішень                                                  | Human Target                    | Аарон Купер                      |
| 2010      | с  | Сховище 13                                                   | Warehouse 13                    | Шелдон                           |
| 2011      | с  | Гімнастки                                                    | Make It or Break It             | Маркус                           |
| 2011      | с  | Клуб Плейбоя                                                 | The Playboy Club                | Шон Біслі                        |
| 2012      | ф  | [Багато шуму з нічого (фільм, 2012)\|[Багато шуму з нічого]] | Much Ado About Nothing          | Дон Жуан                         |
| 2014      | мф | Сын Бетмена                                                  | Son of Batman                   | Дік Грейсон / Найтвінг (озвучка) |
| 2015      | мф | Бетмен проти Робіна                                          | Batman vs Robin                 | Дік Грейсон / Найтвінг (озвучка) |
| 2016      | мф | Бетмен: дурна кров                                           | Batman: Bad Blood               | Дік Грейсон / Найтвінг (озвучка) |
| 2017      | мф | Юні Титани: Контракт Иуды                                    | Teen Titans: The Judas Contract | Дік Грейсон / Найтвінг (озвучка) |
|           | ф  | Синдром старої карги                                         | The Old Hag Syndrome            | Алекс                            |